# Iskra Mihajlova
Iskra Mihajlova (Sofia, 7 settembre 1957) è una politica bulgara, europarlamentare dal 2014.